# Sharazan
Sharazan es una recopilación en castellano de viejos éxitos de Al Bano Carrisi, como: "En El Sol" y "La Mañana". Este álbum incluía, también, la versión en castellano de "We'll Live It All Again", canción con la que obtuvieron el séptimo puesto en Eurovision de 1976. Sharazan es sin duda una de las canciones más recordadas de Al Bano & Romina Power, junto con "Arena Blanca, Mar Azul".

## Listado de temas
Cara A
1. "En El Sol"
2. "El Sol Se Duerme"
3. "Historia De Hoy"
4. "Pensando En Ti"
5. "Sharazan"
6. "Na, Na, Na"

Cara B
1. "Tip Tap"
2. "Ave Maria"
3. "Arena Blanca Mar Azul"
4. "Viviremos Todo De Nuevo"
5. "La Mañana"
6. "Momentos"